# Catephia iridocosma
Catephia iridocosma là một loài bướm đêm trong họ Erebidae.